# Каур, Наталия
Наталия Пиньейру Фелипе Мартин (порт. Nathalia Pinheiro Felipe Martin, род. 15 августа 1990, Рио-де-Жанейро, Бразилия) — бразильская фотомодель индийского происхождения.

## Биография
Наталия родилась в Рио-де-Жанейро в семье бразильянки португальского происхождения и индийца.
Она начала работать моделью с 14 лет и продолжила во время изучения права в Universidade Cândido Mendes, прежде чем оставить его ради работы модель с полной занятостью, когда она получила предложение в Индию. Она также известна как оперная певица.
До приезда в Индию Наталия работала моделью в Бразилии и по всему миру. Она выиграла конкурс Kingfisher Calendar Model Hunt в 2012 году и появилась в Kingfisher Calendar в том же году.
В 2012 году впервые состоялся её дебют как танцовщицы в фильме на каннада Dev Son of Mudde Gowda. Ещё до его релиза она была выбрана Рам Гопалом Вармой для исполнения item-номера «Dan Dan» в фильме «Отдел». Хотя песня на короткое время стала популярной, фильм провалился в прокате. Ранее Варма хотел, чтобы в этом номере танцевала Санни Леоне, но она отказалась ради съёмок фильма «Тёмная сторона желания 2», и режиссёр решил заменить её именно Натальей.
В 2016 году она дебютировала как актриса
 в фильме «Рокки красавчик». Её героиня Анна — наркозависимая танцовщица в баре и мать Наоми, которой она возможно забеременела от главного героя. Фильм провалился в прокате.
Наталья выиграла конкурс красоты штата Эспириту-Санту, затем представляла свой штат в национальном конкурсе Miss Mundo 2015, где она попала в топ-10, но не выиграла.

## Фильмография
| Год  |   | Русское название | Оригинальное название          | Роль                    |
| ---- | - | ---------------- | ------------------------------ | ----------------------- |
| 2012 | ф |                  | Dev Son of Mudde Gowda (канн.) |                         |
| 2012 | ф | Отдел            | Department                     | камео в песне «Dan Dan» |
| 2013 | ф |                  | Commando-A One Man Army        | камео в песне «Mundgu»  |
| 2013 | ф |                  | Dhalam (тел.) / Koottam (там.) |                         |
| 2013 | ф | Брат             | Bhai                           | в роли самой себя       |
| 2016 | ф | Красавчик Рокки  | Rocky Handsome                 | Анна                    |
|      | ф |                  | Guns of Benaras                | Хема                    |
|      | ф |                  | Jism 3                         |                         |